# Sybra arcifera
Sybra arcifera là một loài bọ cánh cứng trong họ Cerambycidae.